# Stoke Ferry
Stoke Ferry – wieś w Anglii, w hrabstwie Norfolk, w dystrykcie King’s Lynn and West Norfolk. Leży 54 km na zachód od Norwich i 126 km na północ od Londynu. Miejscowość liczy 896 mieszkańców.